# Philippe Anziani
Philippe Anziani (Annaba, 21 settembre 1961) è un allenatore di calcio ed ex calciatore francese, di ruolo centrocampista o attaccante.

## Carriera
Vanta 17 presenze e 3 reti in Europa.

## Palmarès

### Club

#### Competizioni nazionali
- Coupe de France: 1

Monaco: 1984-1985